# Дриневский, Михаил Павлович
Михаи́л Па́влович Дрине́вский (бел. Міхаіл Паўлавіч Дрынеўскі; 12 февраля 1941, д. Тонеж, Лельчицкий район, Гомельская область, Белорусская ССР, СССР — 9 ноября 2020) — советский и белорусский музыкант, художественный руководитель и главный дирижёр Национального академического народного хора Республики Беларуси имени Г. И. Цитовича. Заслуженный деятель искусств Белорусской ССР (1978). Лауреат Государственной премии Белорусской ССР (1982). Народный артист Белорусской ССР (1987).
Дирижёр, фольклорист, этнограф, большой знаток народной музыки М. П. Дриневский переработал и обогатил творческий процесс Народного хора, сформировал высокопрофессиональный национальный коллектив. Он продолжает развивать традиции, заложенные основателем хора Г. И. Цитовичем.

## Биография
Родился 12 февраля 1941 года в деревне Тонеж Туровского района Гомельской области БССР. Родители — Ева Александровна и Павел Федорович Дриневские, брат — Николай Павлович Дриневский.
В 13 лет начал работать руководителем хора колхоза «Труд» в деревне Тонеж.

## Образование
В 1959 году поступил в Гомельское музыкальное училище, которое закончил в 1963 году. Во время учёбы работал с народным хором деревни Прибытки Гомельского района, детским хором Дворца пионеров г. Гомеля.
В 1963 году поступил в Белорусскую государственную консерваторию им. А. В. Луначарского (класс А. П. Зеленковой), после окончания которой был направлен на работу в Минское музыкальное училище.
С 1973 году М. Дриневский — главный хормейстер, с 1975 г. — художественный руководитель Народного хора Республики Беларусь имени Г. И. Цитовича.

## Награды и звания
Михаил Павлович Дриневский — заслуженный деятель искусств БССР (1978), лауреат Государственной премии БССР (1982), народный артист БССР (1987), награждён медалью «За трудовую доблесть» (1980) за большую работу по подготовке и проведению Игр XXII Олимпиады; орденом Трудового Красного Знамени (1986) и орденом Франциска Скорины (2001). М. П. Дриневский — профессор, почётный академик международной кадровой академии. Почетный гражданин Лельчицкого района.
Награждён двумя Почётными грамотами Национального собрания Республики Беларусь (2007) и (2016).
Награждён Почётной грамотой Совета Министров Республики Беларусь (2012).

## Смерть
Умер 9 ноября 2020 года в результате осложнений, вызванных COVID-19. Похоронен на Восточном кладбище в Минске.

## Память
Имя М. П. Дриневского присвоено Лельчицкой школе искусств на малой родине артиста.
В аг. Тонеж открыт музей Михаила Дриневского в Доме культуры.